# Craig, Colorado
Craig är en stad (city) i Moffat County, i delstaten Colorado, USA. Enligt United States Census Bureau har staden en folkmängd på 9 229 invånare (2011) och en landarea på 13,3 km². Craig är huvudort i Moffat County.